# MicroStation

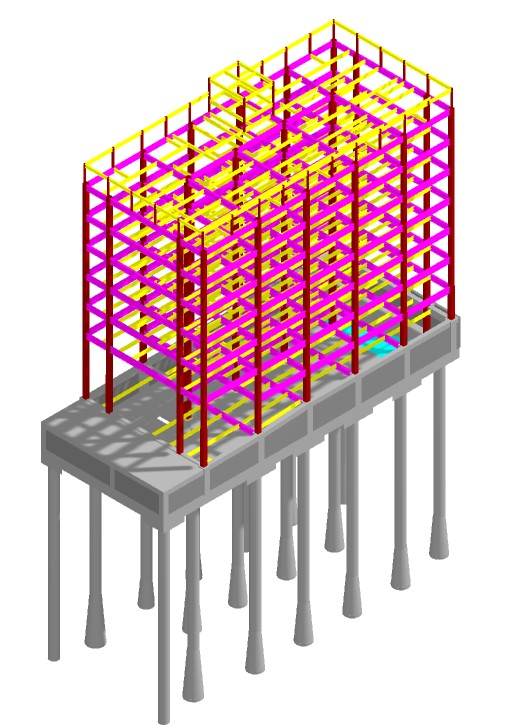
Een gerenderde voorbeeldtekening van een driedimensionale constructie

MicroStation is een CAD-computerprogramma voor het ontwerpen van twee- en driedimensionale tekeningen en modellen. Het programma is ontwikkeld door Bentley Systems.
MicroStation maakt standaard gebruik van de bestandsindeling DGN. MicroStation kan naast zijn eigen bestanden ook AutoCAD-bestanden lezen (onder andere DWG en DXF, en van verschillende versies). Het programma is oorspronkelijk bedoeld voor de architectuur en infrastructuur maar kan ook algemene 3D-ontwerpen en computeranimaties maken.